# Prinsbisdom Hildesheim
Het prinsbisdom Hildesheim was een tot de Neder-Saksische Kreits van het Heilige Roomse Rijk horend sticht.  Het centrum was Hildesheim.
Het bisdom Hildesheim werd in 815 door Lodewijk de Vrome gesticht. Het maakte deel uit van de kerkprovincie Mainz en had grafelijke rechten in Oostfalen. In de elfde eeuw werden er hoogheidsrechten verworven en in 1221 volgde de belening met de Reagalien door koning Hendrik VII. In de dertiende eeuw werd de landshoogheid tussen Leine en Oker verworven. In 1235 kreeg de bisschop de rijksvorstentitel. In 1260 werd het gebied uitgebreid met het graafschap Peine en in 1310 met het graafschap Dassel.
De zogenaamde Hildesheimer Stiftsfehde (1519-1523) werd afgesloten met het reces van Quedlinburg. Het sticht werd verdeeld in 
- het kleine sticht voor de bisschop met de stad Hildesheim, de ambten Peine en Steuerwald, het domkapittelambt Marienburg, 9 proosdijdorpen en 12 landdag-gerechtigde landgoederen.
- het grote sticht voor het hertogdom Brunswijk-Lüneburg met de acht ambten Hunnesrück, Winzenburg, Liebenburg, Vienenburg, Wiedelah, Schladen, Ruthe en Woldenstein.

In 1542 werd de Reformatie ingevoerd in de stad Hildesheim, maar de rest van het kleine sticht bleef katholiek. In het grote sticht werd de reformatie ingevoerd en de geestelijke goederen werden in 1568 geseculariseerd. Van 1554 tot 1603 was Peine verpand aan het hertogdom Holstein.
In 1643, werd het vorstendom nagenoeg in zijn oude omvang onder de bisschoppen hersteld na een uitspraak van de Rijkshofraad.
Paragraaf 3 van de Reichsdeputationshauptschluss van 25 februari 1803 kende het bisdom Hildesheim toe aan het koninkrijk Pruisen. In de Vrede van Tilsit van 1807 moest Pruisen al zijn gebieden ten westen van de Elbe afstaan. Het voormalige prinsbisdom werd daarna bij het koninkrijk Westfalen gevoegd. Het Congres van Wenen van 1815 voegde Hildesheim bij het koninkrijk Hannover.

## Galerij

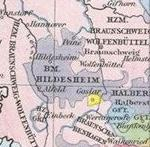
Het sticht rond 1500, voor de Stiftsfehde
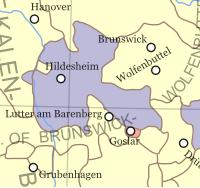
Het sticht rond 1648 , na het herstel
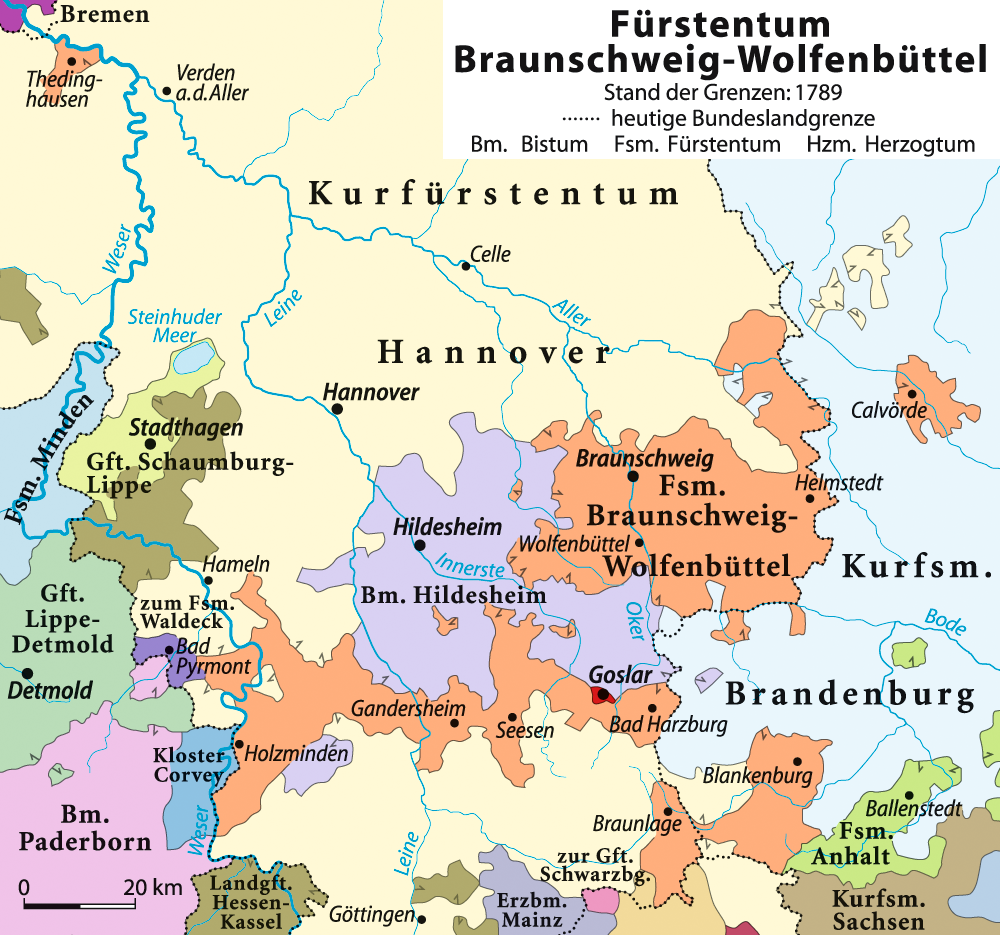
Het sticht rond 1789 (paars)